# 밀랍 박물관의 미스테리
《밀랍 박물관의 미스테리》(영어: Mystery of the Wax Museum)는 미국에서 제작된 마이클 커티즈 감독의 1933년 프리코드 미스터리 공포 영화이다. 라이어널 애트윌 등이 출연하였고, 헨리 블랭키 등이 제작에 참여하였다.
리메이크 영화로 《밀랍의 집》(1953), 《하우스 오브 왁스》(2005) 등이 있다.

## 출연진
- 라이어널 애트윌
- 페이 레이
- 글렌다 패럴
- 프랭크 맥휴
- 앨런 빈센트
- 게빈 고든
- 에드윈 맥스웰
- 홈스 허버트
- 클로드 킹
- 아서 에드먼드 커루
- 토머스 E. 잭슨
- 디윗 제닝스
- 매슈 베츠
- 모니카 배니스터
- 제임스 돈런
- 윌리엄 와그너
- 론 포프
- 윌리엄 B. 데이비드슨

## 기타 제작진
- 미술: 앤턴 그롯
- 의상: 오리켈리
- 작곡: 번하드 칸(엔드 타이틀 음악, 예고편)